# 热效率
在熱力學中，熱效率（{\displaystyle \eta _{th}\,}）是一個無因次的物理量，指的就是熱機的效率，也就是熱機運作過程中，熱機可以產生機械能作功之能量与热源可提供的總能量的比。
{\displaystyle \eta _{th}\equiv {\frac {W_{out}}{Q_{in}}}}
其中
{\displaystyle Q_{in}}為燃料總能量
{\displaystyle W_{out}}為產生機械能作功
根据热力学第一定律，熱機的熱效率恆小於100%。
熱泵及製冷設備也有類似的無因次物理量，稱為性能係數（COP）。它是輸入功和提供熱能（或抽出熱能）的比例，其數值可大於1。例如，家用空調系統的COP大約是3，代表輸入1kW電力時，其製冷量是3kW。

## 簡介

一系統的輸出能量恆小於其輸入能量

一般而言，能量轉換效率是指一個能源轉換設備所輸出可利用的能量，相對其輸入能量的比值。以热效率而言，輸入的能量{\displaystyle Q_{in}\,}是熱量或所消耗燃料中含有的燃燒熱，希望輸出的能量是機械功{\displaystyle W_{out}\,}，或是熱，或是希望兩者都輸出。由於輸入的能量一般都會有其對應的成本，热效率可以用以下的方式定義
{\displaystyle \eta _{th}\equiv {\frac {\text{輸 出 能 量 }}{\text{輸 入 能 量 }}}.}
根據熱力學第一定律，輸出能量不可能超過輸入能量，所以
{\displaystyle 0\leq \eta _{th}\leq 1}
若以百分比表示，熱效率介於0%到100%之間。由於摩擦力、熱損失等因素，熱機效率一般會低於100%。例如汽油引擎的效率大約是30%，燃煤的火力發電廠效率大約是46%，世界上最大的柴油引擎是由芬蘭製造的Wärtsilä-Sulzer RTA96-C，最高效率約有51.7%。若是燃氣渦輪發動機加上蒸汽渦輪發動機的複合循環發電，熱效率可以接近60%。熱效率的數值可以視為類似設備的特性值。

## 熱機
熱機將熱能Qin轉換為机械能或功Wout。其能量無法完全的轉換，有部份的輸入熱能無法轉換為功，其能量會以廢棄熱的形式流失。
{\displaystyle Q_{in}=W_{out}+Q_{out}\,}
熱機的熱效率是指熱能轉換為功的百分比。其定義如下
{\displaystyle \eta _{th}\equiv {\frac {W_{out}}{Q_{in}}}=1-{\frac {Q_{out}}{Q_{in}}}}
即使是最好的熱機其熱效率都不高，熱機的熱效率一般會低於50%，而且多半會遠低於該數值。熱機的廢棄熱是能源浪費的主因之一，現在已透過汽電共生、联合循环、能源回收等方式設法將廢棄熱再作利用。熱效率無法到達100%的原因主要有三個：
- 依照熱力學理論，熱機的最佳效率有一理論上限，和其高低溫熱源的溫度有關，稱為卡諾效率。
- 每一種不可逆的熱機循環，都會因其中不可逆的熱力學過程使得其效率的上限較卡諾效率更低。
- 實際引擎的許多非理想特性，如摩擦、不完全燃燒等，會使得其效率進一步的下降。

### 卡諾效率
熱力學第二定律指出所有熱機的熱效率均有一個基本的上限值，即使是一個沒有摩擦力的理想熱機，也無法將輸入的熱完全轉換為機械功。熱效率的上限和熱機輸入熱的溫度（熱源溫度）{\displaystyle T_{H}\,}及熱機的環境溫度（冷源溫度）{\displaystyle T_{C}\,}有關，兩者均以熱力學溫標或蘭金溫標之類的絕對溫標表示。根據卡諾定理任一個有相同熱源溫度{\displaystyle T_{H}\,}及冷源溫度{\displaystyle T_{C}\,}的熱機，其效率滿足以下的不等式：
{\displaystyle \eta _{th}\leq 1-{\frac {T_{C}}{T_{H}}}\,}
此限制值是一個無法達到的可逆卡諾循環的熱效率，也稱為卡諾循環效率或卡諾效率，不論熱機設備的結構為何，其將熱轉換為機械能的效率均無法超越卡諾循環效率。
熱源溫度{\displaystyle T_{H}\,}可以是火力發電廠中熱蒸氣的溫度，或是內燃機引擎中燃料燃燒的溫度。冷源溫度{\displaystyle T_{C}\,}通常是熱機的環境溫度，或是 發電廠附近提供冷卻用水源的河或湖溫度。例如一汽車的引擎燃燒汽油，其溫度為{\displaystyle T_{H}=816^{\circ }C=1089K\,}，環境溫度為{\displaystyle T_{C}=21^{\circ }C=294K\,}，其最大可能熱效率為：
{\displaystyle \eta _{th}\leq 1-{\frac {294K}{1089K}}=73.0\%\,}
由於在後續段落中提到的其他因素，實際引擎的熱效率都會比卡諾循環效率要低，例如實際汽車引擎的熱效率大都低於35%。由於卡諾定理只針對熱機，若一設備用其他非燃燒的方式將燃料的能量轉換為功（如燃料電池），則其效率就不受卡諾定理的限制。
由於冷源溫度{\displaystyle T_{C}\,}一般會受到環境的限制，可以提昇引擎卡諾效率的唯一方式是提高熱源溫度。這也是適用在所有熱機引擎的通則：效率隨溫度上昇而提高。因此長期來看，引擎的工作溫度也一直持續上昇，而且也有許多研究是有關可以使引擎承受更高溫的新材料技術，例如陶瓷。

### 引擎循環效率
卡諾循環是一個可逆循環，實際的熱機循環是不可逆的，因此其熱效率會比運作在相同熱源溫度{\displaystyle T_{H}\,}及冷源溫度{\displaystyle T_{C}\,}的卡諾循環要低。在一個熱機循環中，熱加入流體的方式及熱由流體中移出的方式決定其熱效率。在卡諾循環中，所有的熱都在流體到達最高溫{\displaystyle T_{H}\,}時加入，也都在流體到達最低溫{\displaystyle T_{L}\,}時被移出，因此其效率最高。在實際內燃機引擎中，汽缸中只有在燃料完全燃燒時才會接近最高溫度，在熱加入汽缸中的氣體時，油氣混合物溫度不是在最高溫度，因此也使得熱效率下降。 
- 汽車的奧圖循環：奧圖循環（Otto cycle）是一種常用在汽車引擎中的熱機循環，這類的引擎需要配合火星塞，其燃料多半是汽油或是氢燃料。其理論熱效率和引擎的壓縮比r及燃燒室中氣體的熱容比 γ有關[4]。

{\displaystyle \eta _{th}=1-{\frac {1}{r^{\gamma -1}}}\,}
壓縮比越高，汽缸中的燃料燃燒的溫度越高，因此效率也越高。不過壓縮比太高容易有爆震問題，也就是油氣混合物在火星塞點火前，就因為高溫高壓而提前自燃的情形。
油氣混合物的熱容比γ和燃料有關，不過大致接近空氣的熱容比數值1.4。在以下的熱機循環中都會以1.4為熱容比的標準值。若以此方式近似油氣混合物熱容比，其熱機循環也稱為空气标准循环（air-standard cycle）。
- 卡車的狄塞尔循环：狄塞尔循环（Diesel cycle）是柴油引擎使用的熱機循環，這類引擎的燃料在氣缸壓縮時會自燃，因此不需要火星塞。狄塞尔循环的熱效率也和壓縮比r及熱容比γ有關，但除此之外，其熱效率還受到停气比（cutoff ratio） rc的影響。停气比是指燃燒過程前後，汽缸容積的比值：[4]

{\displaystyle \eta _{th}=1-{\frac {r^{1-\gamma }(r_{c}^{\gamma }-1)}{\gamma (r_{c}-1)}}\,}
當壓縮比相同時，狄塞尔循环的熱效率會比奧圖循環要差。不過實際的柴油引擎熱效率比汽油引擎要高30%左右。其原因是由於燃料在需要燃燒時才進入燃燒室，不需考慮爆震問題，因此可以使用比汽油引擎更高的壓縮比，也就提昇了效率。
- 發電廠的朗肯循環：朗肯循環是發電廠中蒸汽渦輪發動機使用的熱力循環，用在世界上絕大多數的發電廠中。朗肯循環的工作介質是水，在熱力循環中變成水蒸氣，再恢復成液態的水。朗肯循環的效率也和水的熱力學性質有關。現在的發電廠的蒸汽渦輪發動機有再熱循環（reheat cycle），效率可以高達47%，若是加上燃氣渦輪發動機的複合循環，效率可以高達60%。[4]
- 燃氣輪機的布雷顿循环：布雷顿循环是用在燃氣渦輪發動機及噴射發動機的熱力循環。其中有一個壓縮機增加進氣的壓力，燃料持續的加入及燃燒，燃燒後高熱氣體在渦輪機中膨脹，帶動渦輪機旋轉。其熱效率是燃燒室內壓力p2 和燃燒室外壓力p1比值的函數：[4]

{\displaystyle \eta _{th}=1-{\bigg (}{\frac {p_{2}}{p_{1}}}{\bigg )}^{\frac {1-\gamma }{\gamma }}\,}

### 其他降低效率的因素
以上的熱效率公式的基礎是簡化的引擎數學模型，不考慮摩擦力，工作介質氣態時均遵守理想气体状态方程。實際引擎有許多特性和簡化模型不同，因此熱效率會較上述的公式低。以下是一些影響實際引擎熱效率的因素：
- 移動件的摩擦力
- 不完全燃燒
- 燃燒的熱損失
- 氣態工作介質熱力性質和理想氣體之間的差異
- 引擎中移動件的气动阻力（英语：aerodynamic drag）
- 提供給油泵、水泵等輔助設備的能量
- 壓縮機及渦輪效率不佳
- 不佳的氣門正時（英语：valve timing）

另一個造成效率低下的原因是引擎設計時不單要考慮熱效率，也要考慮其他因素（如低污染）進行整體的最佳化。像車用引擎的要求就相當嚴格，包括低污染、適當的加速度、快速啟動、輕量化、低噪音等。這些要求會使得在設計引擎時有所取捨（例如為了低污染而調整氣門正時，而不是調整在熱效率最佳的點），造成熱效率的下降。一般車用引擎的效率只有35%，而且在路口等紅綠燈時又以怠速運轉，因此整體效率只有18%。大型發電廠不需同時考慮這些因素，而且使用的是效率較佳的朗肯循環，因此其熱效率比車用引擎好，大約是50%。因此將傳統車輛改為電動載具，其電池由發電廠燃燒燃料來供電，因為發電廠的熱效率較車用引擎要好，理論上可以增加從燃料一直到運輸車輛的能源轉換效率，也可以減少燃料的消耗。
當比較使用不同熱機的能量來源（如產生電能或汽車的動能）時，引擎效率只是其中的一個因素而已。此時需考慮由燃料到消費者端，整個能源供應鏈的整體效率。雖然由熱能產生的廢熱常是主要降低效率的因素，但像是燃料精煉及運用需要的能量，電能藉傳輸線輸送時的能量損失也都對不同熱機選用的評估造成整體效率的影響。

## 其他能量轉換設備
像是鍋爐或爐之類的能量轉換設備，其熱效率定義如下
{\displaystyle \eta _{th}\equiv {\frac {Q_{out}}{Q_{in}}}}.
因此，若一個鍋爐輸入等效於300 kW（或1,000,000 BTU/h）的燃料，供熱輸出為210 kW（或700,000 BTU/h）時。其熱效率為210/300 = 0.70，也就是70%。輸入的熱能中有30%成為環境中的廢熱。
相較於鍋爐，電熱器的效率可以接近100%。 不過在比較不同加熱設備（例如高效率電爐和熱效率80%的鍋爐）時，不單只考慮熱效率，也需要進行工程經濟分析來確認哪一種加熱方式的成本最低。

### 燃料熱值的影響
燃料的熱值定義為當燃燒定量燃料時所可以釋放的熱能。每種燃料的熱值依其化學元素及結構而不同，它一般用單位物質的量、單位質量或單位體積的燃料燃燒時放出的能量計量，其中又以使用單位質量的最常見。常用的熱值單位有kcal/kg, kJ/kg, J/mol, BTU/m³。
燃料熱值可以分為HHV（高熱值）、LHV（低熱值）或是 GHV（總熱值）。
- 高熱值（HHV）是使燃燒後的生成物回到燃燒前的溫度，而且將產生的水蒸氣凝結成液態所得的燃燒熱，和熱力學中定義的燃燒熱相同。
- 低熱值（LHV）或淨熱值是將是使高熱值減去水的汽化熱，因此使水汽化的能量不視為燃料產生的熱能。
- 總熱值（GHV）是以高熱值為準，但會考慮燃料的含水量，再將高熱值乘以總燃料中不含水的乾燃料所佔的比例。木材和煤在燃燒前都含有一定比例的水，因此常用總熱值計算其燃燒熱。[7]

在計算熱效率時，使用的燃料熱值定義方式會對效率計算有很大的影響。若未標明使用高熱值或低熱值計算效率，所得的結果常會造成誤解。

## 熱泵及製冷設備
熱泵、冰箱及冷氣的原理是利用功的輸入，使熱量從低溫處移到高溫處，其功能恰好與熱機相反。移入高溫熱庫QH的熱能等於輸入的功以及從低溫熱庫QC移出熱能的和：
{\displaystyle Q_{H}=Q_{C}+W_{in}\,}
這類設備的性能是由性能係數（COP）來表示。熱泵作為供熱設備時的能效是提供熱能到高溫熱庫的能效COPheating，而冰箱及冷氣等製冷設備的能效是則是從低溫熱庫抽出熱能的能效COPcooling：
{\displaystyle \mathrm {COP} _{\mathrm {heating} }\equiv {\frac {Q_{H}}{W_{in}}}\,}
{\displaystyle \mathrm {COP} _{\mathrm {cooling} }\equiv {\frac {Q_{C}}{W_{in}}}\,}
此處不使用「效率」一詞的原因是能效數值常會超過100%，和一般對效率的概念不符。由於這類設備的功用是在傳遞熱能，不是在進行熱能轉換，設備所傳遞的熱能可以大於輸入的功。因此熱泵會比其他能量直接轉換為熱的設備（如電熱器或鍋爐）要節省能源。
熱泵的性能也受到卡諾定理的限制。其能效有一理論上限，和高溫熱庫及低溫熱庫的溫度有關：
{\displaystyle \mathrm {COP} _{\mathrm {heating} }\leq {\frac {T_{H}}{T_{H}-T_{C}}}\,}
{\displaystyle \mathrm {COP} _{\mathrm {cooling} }\leq {\frac {T_{C}}{T_{H}-T_{C}}}\,}
上述不等式的等號只有熱泵為可逆循環時才會成立。
在固定熱源冷源溫度的條件下，熱泵作為供熱設備的性能係數會比其作為製冷設備時的性能係數要好：
{\displaystyle \mathrm {COP} _{\mathrm {heating} }-\mathrm {COP} _{\mathrm {cooling} }=1\,}
其原因是因為供熱設備的功能是提供熱能給高溫熱庫，而製冷設備的功能是從低溫熱庫中抽取能量，而輸入功轉換為熱能，提供給高溫熱庫，在供熱設備中是有用的能量輸出，而在製冷設備中只能視為所產生的廢熱，不是有用的能量輸出。

## 能源效率
熱效率有時也稱為能源效率。在美國常用季節能效比（SEER）來量測製冷設備及供熱設備的能源效率。能源轉換設備所提到的效率（例如此鍋爐的效率為90%）常常是指其穩態的最大熱效率，而年均燃料利用率（AFUE）可以考慮一年中不同季節的影響，是比較詳細的評量方式。

## 參看
- 熵 (熱力學)
- 熱機
- 燃燒熱
- 能量轉換效率
- 電效率
- 机械效率
- 特性值